# Australische Cricket-Nationalmannschaft gegen Pakistan in der Saison 2012
Die Tour der australischen Cricket-Nationalmannschaft gegen Pakistan in der Saison 2012 fand vom 28. August bis zum 10. September 2012 in den Vereinigten Arabischen Emiraten statt. Die internationale Cricket-Tour war Bestandteil der Internationalen Cricket-Saison 2012 und umfasste drei ODIs und drei Twenty20s. Australien gewann die ODI-Serie 2–1, während Pakistan die Twenty20-Serie 2–1 für sich entschied.

## Vorgeschichte
Pakistan bestritt zuvor eine Tour in Sri Lanka, Australien in England. Die letzte Tour der beiden Mannschaften gegeneinander fand in der Saison 2010 in den Vereinigten Arabischen Emiraten statt.
Für beide Teams war die Tour eine Vorbereitung für den anschließend stattfindenden ICC World Twenty20 2012 in Sri Lanka. Ursprünglich hatte Australien Bedenken, im August in den Vereinigten Arabischen Emiraten ODIs auszutragen. So wurde vorgesehen stattdessen sechs Twenty20 zu spielen. Jedoch wollte Pakistan aus kommerziellen Gründen bei der Medienverwertung unbedingt drei ODI spielen, was zu dem endgültigen Programm führte.

## Stadien
Die folgenden Stadien wurden für die Tour als Austragungsort vorgesehen und am 29. April 2014 bekanntgegeben.
| Stadion                             | Stadt   | Kapazität | Spiele            |
| ----------------------------------- | ------- | --------- | ----------------- |
| Dubai International Cricket Stadium | Dubai   | 25.000    | 2. ODI; 1.–3. T20 |
| Sharjah Cricket Association Stadium | Sharjah | 27.000    | 1. & 3. ODI;      |

## Kaderlisten
Australien benannte seinen Kader am 16. Juli 2012.
Pakistan benannte seinen Twenty20-Kader am 17. Juli und seinen ODI-Kader am 13. August 2012.
| ODI | ODI | Twenty20 | Twenty20 |
| Pakistan | Australien | Pakistan | Australien |
| --- | --- | --- | --- |
| - Misbah-ul-Haq (K) - Mohammad Hafeez (VK) - Anwar Ali - Abdur Rehman - Aizaz Cheema - Asad Shafiq - Azhar Ali - Imran Farhat - Junaid Khan - Kamran Akmal (wk) - Nasir Jamshed - Saeed Ajmal - Shahid Afridi - Shoaib Malik - Sohail Tanvir - Umar Akmal | - Michael Clarke (K) - George Bailey (VK) - Daniel Christian - Xavier Doherty - Callum Ferguson - David Hussey - Michael Hussey - Mitchell Johnson - Alister McDermott - Clint McKay - Glenn Maxwell - James Pattinson - Steve Smith - Mitchell Starc - Matthew Wade (wk) - David Warner | - Mohammad Hafeez (K) - Shahid Afridi (VK) - Abdul Razzaq - Asad Shafiq - Imran Nazir - Kamran Akmal (wk) - Nasir Jamshed - Raza Hasan - Mohammad Sami - Saeed Ajmal - Shoaib Malik - Sohail Tanvir - Umar Akmal - Umar Gul - Yasir Arafat | - George Bailey (K) - David Hussey (VK) - Pat Cummins - Xavier Doherty - Ben Hilfenhaus - Brad Hogg - Daniel Christian - Michael Hussey - Clint McKay - Glenn Maxwell - Mitchell Starc - Matthew Wade (wk) - David Warner - Shane Watson - Cameron White |

## Tour Match

### ODI gegen Afghanistan
| 28. August Scorecard | Sharjah | Australien 272-8 (50)          | – | Afghanistan 206 (43.5) |
|                      |         | Australien gewinnt mit 66 Runs |   |                        |

## One-Day Internationals

### Erstes ODI in Sharjah
| 28. August Scorecard | Sharjah | Pakistan 198 (45.1)              | – | Australien 199-6 (48.2) |
|                      |         | Australien gewinnt mit 4 Wickets |   |                         |

### Zweites ODI in Dubai
| 31. August Scorecard | Dubai | Australien 248-9 (50)          | – | Pakistan 249-3 (43.4) |
|                      |       | Pakistan gewinnt mit 7 Wickets |   |                       |

### Drittes ODI in Sharjah
| 3. September Scorecard | Sharjah | Pakistan 244-7 (50)              | – | Australien 250-7 (47) |
|                        |         | Australien gewinnt mit 3 Wickets |   |                       |

## Twenty20 Internationals

### Erstes Twenty20 in Dubai
| 5. September Scorecard | Dubai | Australien 89 (19.3)           | – | Pakistan 90-3 (14.5) |
|                        |       | Pakistan gewinnt mit 7 Wickets |   |                      |

### Zweites Twenty20 in Dubai
| 7. September Scorecard | Dubai | Pakistan 151-4 (20) / 12/0     | – | Australien 151-8 (20) / 11/1 |
|                        |       | Pakistan gewinnt im Super Over |   |                              |

### Drittes Twenty20 in Dubai
| 10. September Scorecard | Dubai | Australien 168-7 (20)          | – | Pakistan 74 (19.1) |
|                         |       | Australien gewinnt mit 94 Runs |   |                    |

## Statistiken
Die folgenden Cricketstatistiken wurden bei dieser Tour erzielt.
| ODIs             | ODIs       | ODIs    | ODIs    | ODIs    | ODIs    | ODIs    | ODIs    | ODIs    |
| Batting          | Batting    | Batting | Batting | Batting | Batting | Batting | Batting | Batting |
| Spieler          | Mannschaft | Spiele  | Innings | Runs    | Average | HS      | 100s    | 50s     |
| ---------------- | ---------- | ------- | ------- | ------- | ------- | ------- | ------- | ------- |
| Nasir Jamshed    | Pakistan   | 3       | 3       | 168     | 56,00   | 97      | 0       | 1       |
| Michael Clarke   | Australien | 3       | 3       | 135     | 45,00   | 66      | 0       | 1       |
| Michael Hussey   | Australien | 3       | 3       | 131     | 43,66   | 65      | 0       | 2       |
| Glenn Maxwell    | Australien | 3       | 3       | 122     | 61,00   | 56*     | 0       | 1       |
| Mohammad Hafeez  | Pakistan   | 3       | 3       | 105     | 35,00   | 78      | 0       | 1       |
| Bowling          |            |         |         |         |         |         |         |         |
| Spieler          | Mannschaft | Spiele  | Overs   | Wickets | Average | BBI     | 5W      | 10W     |
| Saeed Ajmal      | Pakistan   | 3       | 29      | 10      | 9,90    | 4/32    | 0       | 0       |
| Mitchell Starc   | Australien | 3       | 27.5    | 9       | 15,11   | 5/42    | 1       | 0       |
| Junaid Khan      | Pakistan   | 2       | 15      | 5       | 18,80   | 3/52    | 0       | 0       |
| James Pattinson  | Australien | 3       | 27.1    | 4       | 28,75   | 3/19    | 0       | 0       |
| Mitchell Johnson | Australien | 3       | 27      | 4       | 31,75   | 2/33    | 0       | 0       |

| Twenty20s       | Twenty20s  | Twenty20s | Twenty20s | Twenty20s | Twenty20s | Twenty20s | Twenty20s | Twenty20s |
| Batting         | Batting    | Batting   | Batting   | Batting   | Batting   | Batting   | Batting   | Batting   |
| Spieler         | Mannschaft | Spiele    | Innings   | Runs      | Average   | HS        | 100s      | 50s       |
| --------------- | ---------- | --------- | --------- | --------- | --------- | --------- | --------- | --------- |
| David Warner    | Australien | 3         | 3         | 112       | 37,33     | 59        | 0         | 1         |
| Shane Watson    | Australien | 3         | 3         | 88        | 29,33     | 47        | 0         | 0         |
| Kamran Akmal    | Pakistan   | 3         | 3         | 74        | 74,00     | 43*       | 0         | 0         |
| Nasir Jamshed   | Pakistan   | 3         | 3         | 72        | 24,00     | 45        | 0         | 0         |
| Mohammad Hafeez | Pakistan   | 3         | 3         | 71        | 23,66     | 45        | 0         | 0         |
| Bowling         |            |           |           |           |           |           |           |           |
| Spieler         | Mannschaft | Spiele    | Overs     | Wickets   | Average   | BBI       | 5W        | 10W       |
| Saeed Ajmal     | Pakistan   | 3         | 12        | 6         | 8,66      | 2/13      | 0         | 0         |
| Pat Cummins     | Australien | 3         | 11        | 5         | 13,20     | 3/15      | 0         | 0         |
| Mitchell Starc  | Australien | 2         | 7.1       | 4         | 7,00      | 3/11      | 0         | 0         |
| Sohail Tanvir   | Pakistan   | 2         | 6.3       | 4         | 10,75     | 3/13      | 0         | 0         |
| Umar Gul        | Pakistan   | 3         | 12        | 4         | 19,75     | 2/30      | 0         | 0         |

## Player of the Series
Als Player of the Series wurden die folgenden Spieler ausgezeichnet.
| Serie | Player of the Series |
| ----- | -------------------- |
| ODI   | Mitchell Starc       |
| T20   | Saeed Ajmal          |

### Player of the Match
Als Player of the Match wurden die folgenden Spieler ausgezeichnet.
| Spiel  | Player of the Match |
| ------ | ------------------- |
| 1. ODI | Mitchell Starc      |
| 2. ODI | Nasir Jamshed       |
| 3. ODI | Michael Hussey      |
| 1. T20 | Mohammad Hafeez     |
| 2. T20 | Saeed Ajmal         |
| 3. T20 | David Warner        |